# Castellar (Alpes-Maritimes)
Castellar település Franciaországban, Alpes-Maritimes megyében. Lakosainak száma 1042 fő (2022. január 1.). Castellar Castillon, Menton, Sospel, Ventimiglia és Olivetta San Michele községekkel határos.

## Népesség
A település népességének változása:
| Lakosok száma | 320  | 547  | 638  | 929  | 972  | 1019 | 1100 | 1126 | 1133 | 1042 |
|               | 1968 | 1982 | 1990 | 2006 | 2013 | 2015 | 2017 | 2019 | 2020 | 2022 |